# Requin-lézard
Chlamydoselachus anguineus
Vous lisez un « article de qualité » labellisé en 2012.
Espèce
Statut de conservation UICN

 LC  : Préoccupation mineure
Le requin-lézard, requin frangé, requin festonné, requin à tunique ou requin à collerettes (Chlamydoselachus anguineus) est une espèce de requins de la famille des chlamydosélachidés avec une distribution grande mais inégale, dans les océans Atlantique et Pacifique.
Cette espèce vit sur la zone externe du plateau continental et du talus continental supérieur, généralement près du fond. Il vit jusqu'à 1 570 mètres de profondeur, alors que dans la baie de Suruga, au Japon, il est plus courant à des profondeurs de 50 à 200 mètres. Son corps atteint jusqu'à 2 mètres de long et arbore une couleur brun foncé, ressemblant à une anguille avec les nageoires dorsales, pelviennes et anales placées loin en arrière.
Rarement observé, le requin-lézard capture ses proies en pliant son corps et bondit en avant comme un serpent. Ses mâchoires extrêmement flexibles lui permettent d'avaler de grosses proies, tandis que ses rangées de petites dents pointues les empêchent de s'échapper. Il se nourrit principalement de céphalopodes, tout en consommant des poissons osseux et d'autres petits requins. Cette espèce est vivipare aplacentaire : les embryons sortent de leurs œufs à l'intérieur de l'utérus de la mère, et sont menés à terme en consommant principalement les réserves de leur vitellus, recevant dans les derniers stades de développement certains nutriments (principalement inorganiques) de la mère.
Le requin-lézard a la période de gestation la plus longue chez un vertébré : elle peut durer trois ans et demi. En moyenne, entre 2 et 15 jeunes naissent par portée, il n'y a pas de saison de reproduction distincte.
Le requin-lézard est parfois capturé comme prise accessoire par les pêcheries commerciales, mais il a peu de valeur économique. L'Union internationale pour la conservation de la nature (UICN) le considère comme quasi menacé étant donné son très faible taux de reproduction, et même les prises accidentelles peuvent épuiser sa population.

## Description

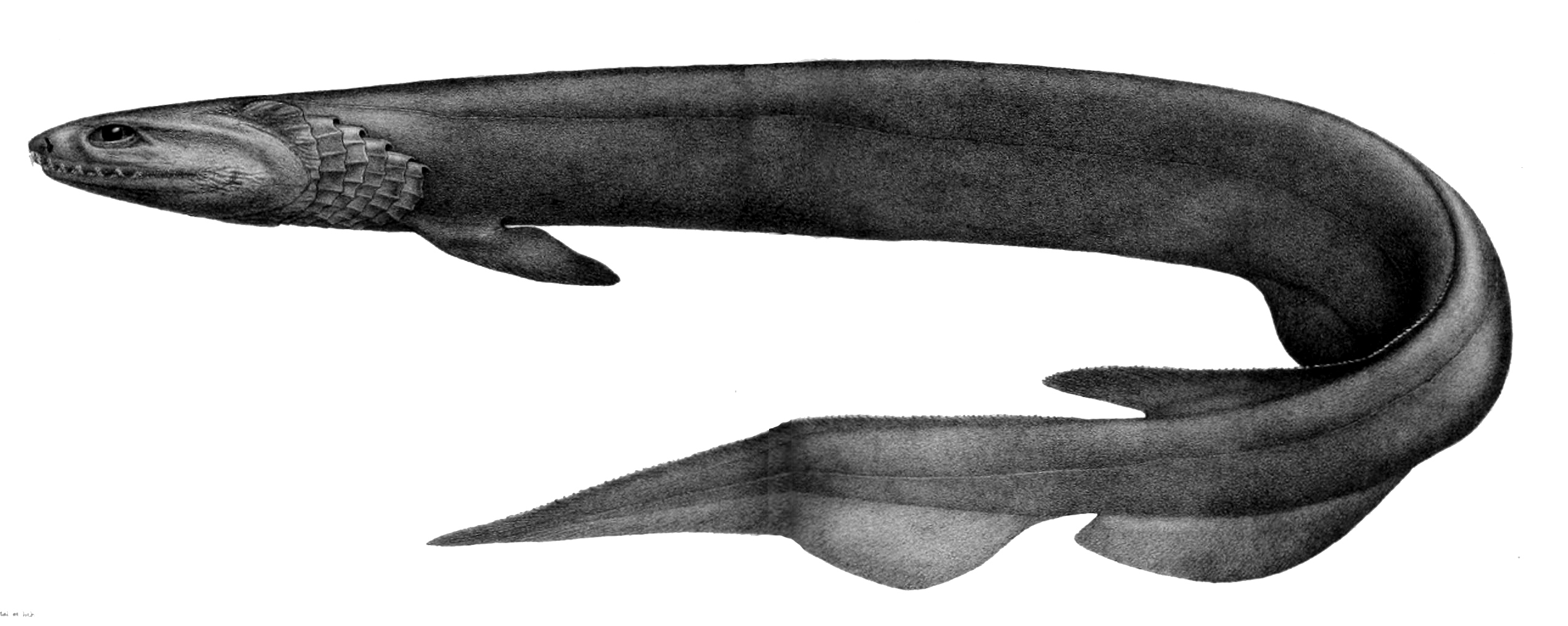
Dessin d'un requin-lézard pêché pendant l'expédition du Challenger.

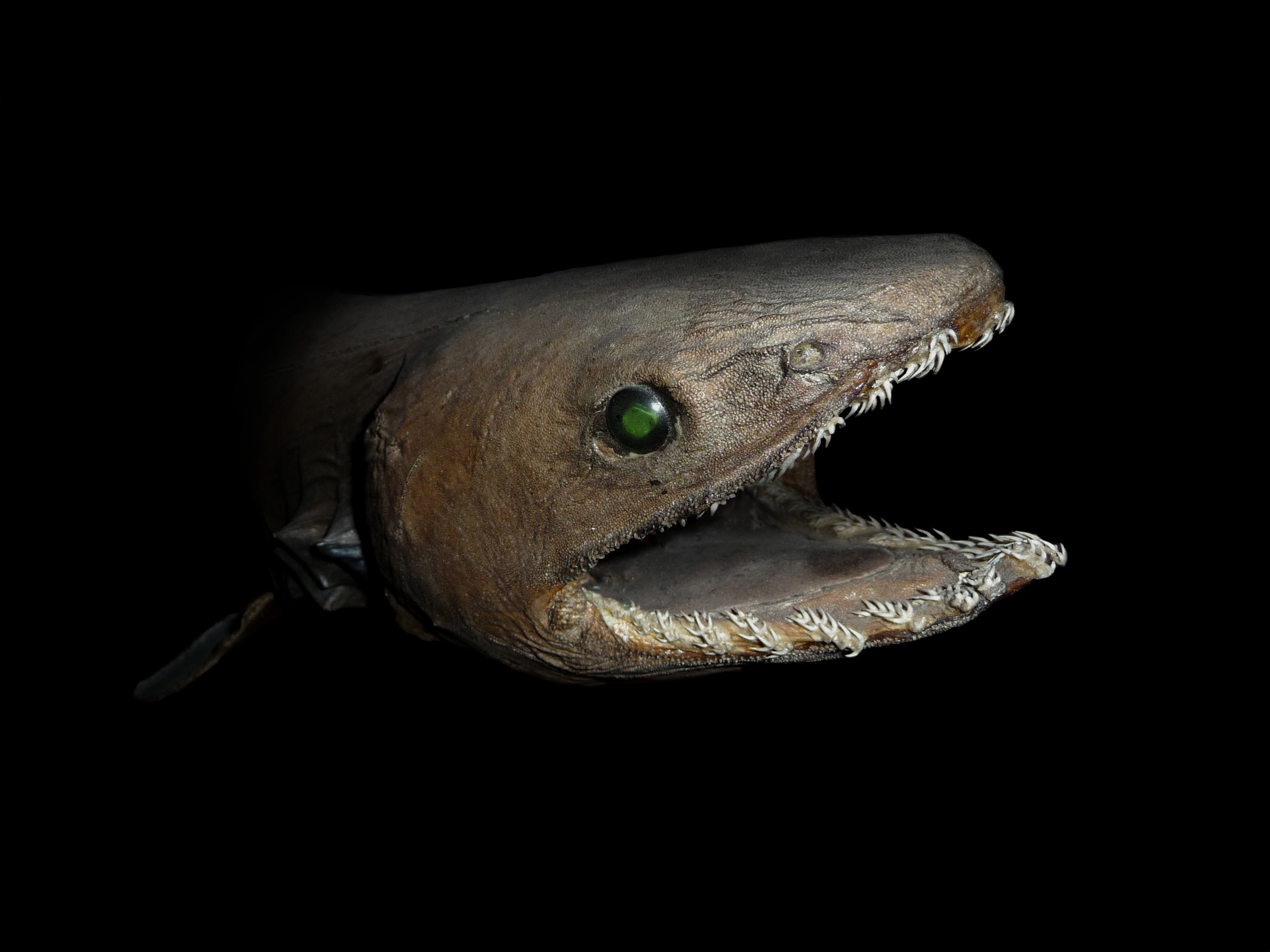
Détail de la tête d'un spécimen naturalisé.

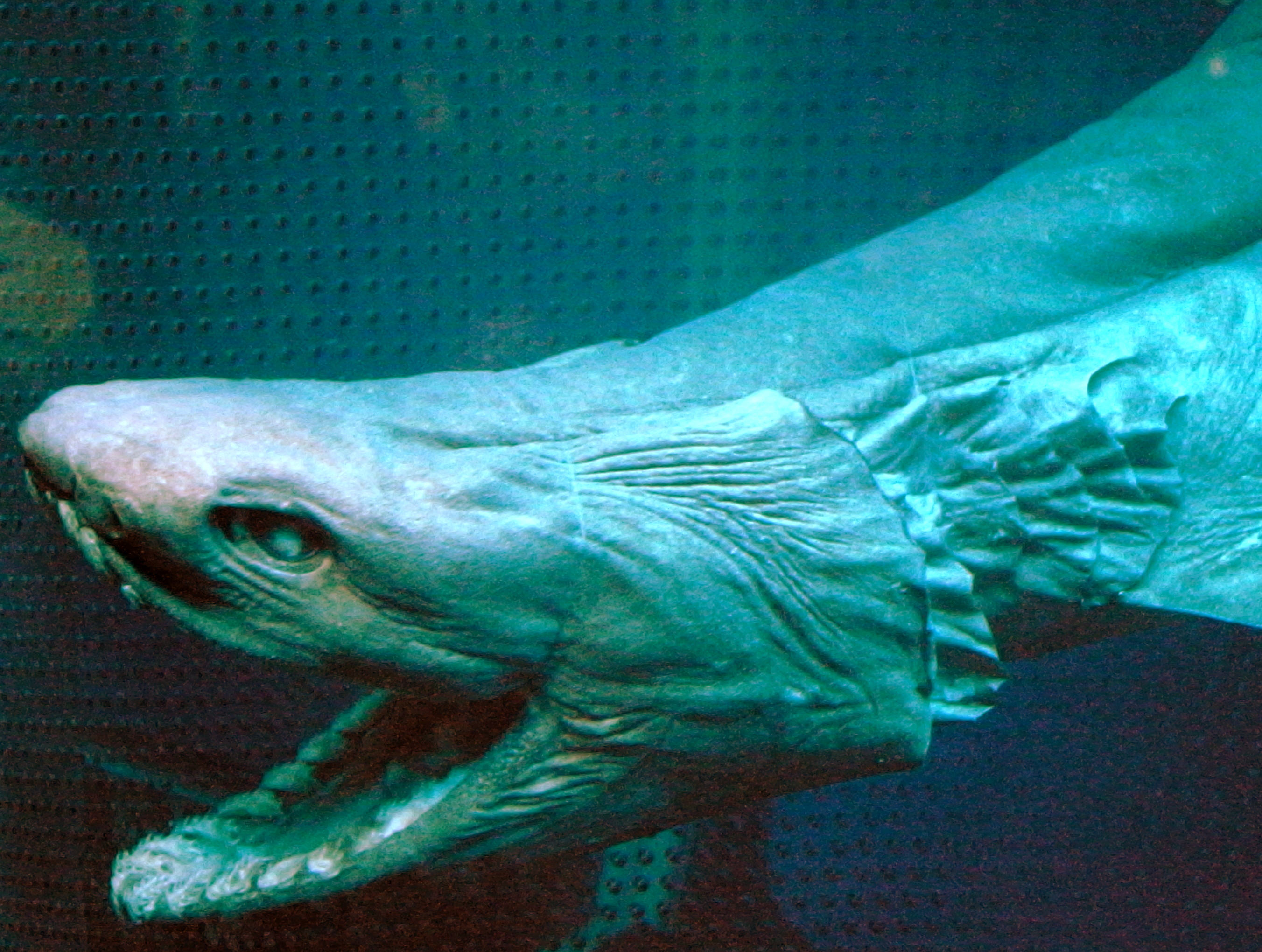
Le requin-lézard a de longues mâchoires.

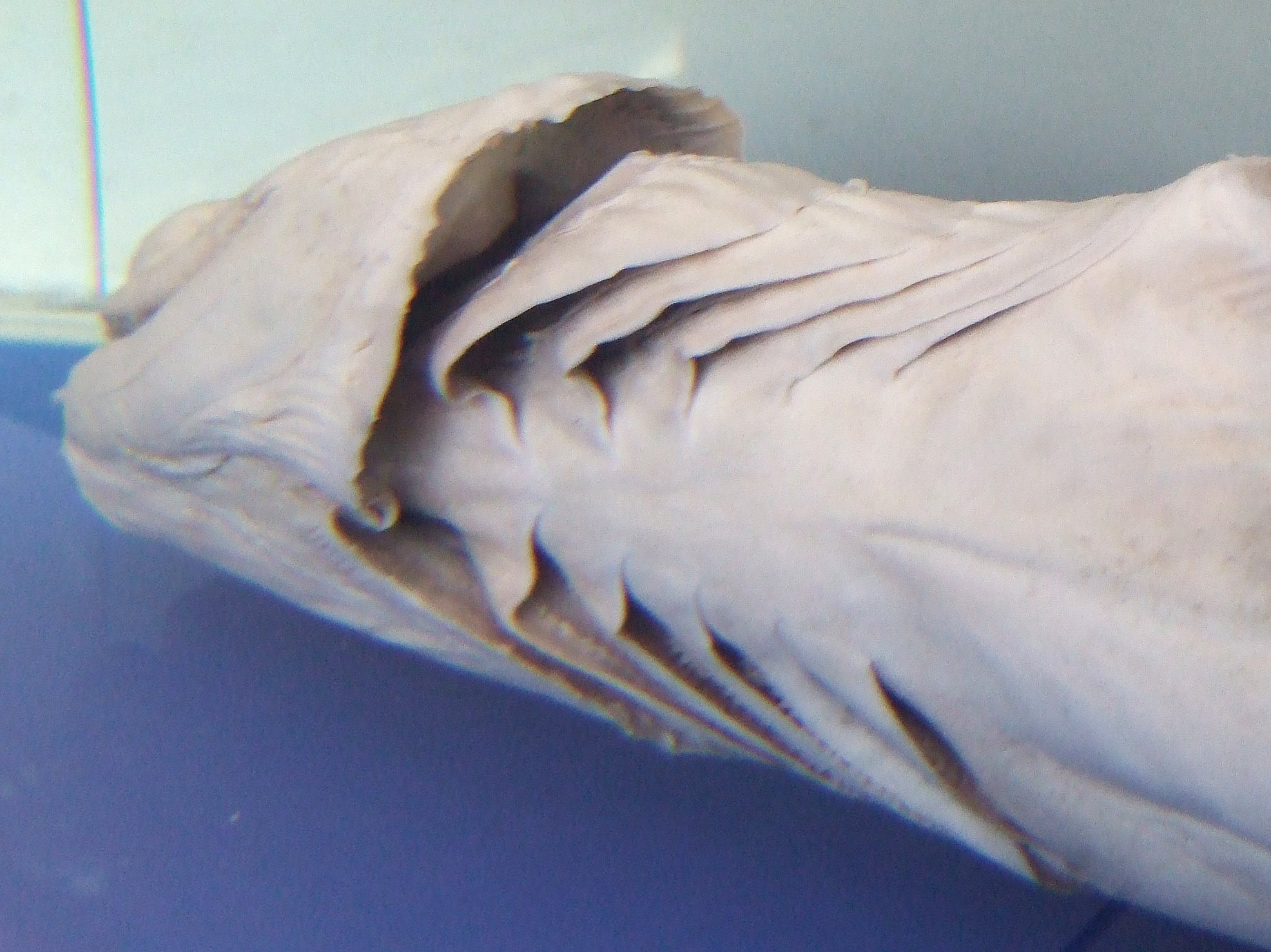
La première paire de fentes branchiales se rejoint au travers de la gorge.

Avec sa forme allongée, analogue à une anguille, le requin-lézard a longtemps été comparé au serpent de mer des mythes. Sa tête est large et aplatie avec un museau court et arrondi. Contrairement aux autres requins, ses narines sont situées sur le dessus de sa tête, qui ressemble à celle d'un serpent. Les narines sont des fentes verticales, et les ouvertures inhalantes et exhalantes sont séparées par un rabat de peau. Les yeux sont des ovales horizontaux, moyennement grands et n'ont pas de membrane nictitante (troisième paupière). Les mâchoires très longues sont positionnées à l'extrémité du museau, par opposition aux mâchoires de la plupart des requins. Les coins de la bouche sont dépourvus de sillons ou de plis. Les rangées de dents sont assez largement espacées, et sont au nombre de 19 à 28 dans la mâchoire supérieure et 21 à 29 dans la mâchoire inférieure. Ses quelque 300 dents sont petites, tricuspides (en forme de trident) et très acérées ; elles sont identiques sur les deux mâchoires. Il a six paires de fentes branchiales avec une apparence de frou-frou créée par les extrémités des filaments branchiaux. La première paire de fentes branchiales passe au travers de la gorge, formant un « collier ».
La longueur maximale connue est de 1,7 m pour les mâles et de 2,0 m pour les femelles. Ce dimorphisme sexuel s'explique par le peu de place disponible pour le développement des embryons dans un corps remarquablement filiforme pour un requin. Les nageoires pectorales sont courtes et arrondies. La seule nageoire dorsale est petite et positionnée loin sur le corps, sur la face de la nageoire anale, et dispose d'un bord arrondi. Les nageoires pelviennes et anales sont grandes, larges et arrondies, et aussi positionnées très en arrière. La nageoire caudale est très longue et à peu près triangulaire, sans lobe inférieur ni encoche ventrale sur le lobe supérieur. Il a deux épais plis de peau le long du ventre, séparés par une rainure, dont la fonction est inconnue. Le ventre est relativement plus grand chez les femelles que chez les mâles, avec les nageoires pelviennes poussées plus près de la nageoire anale,. Les denticules dermiques sont de petite taille et en forme de pointe de ciseau. Ils s'élargissent et se renforcent sur la marge dorsale de la nageoire caudale. Cette espèce est uniformément brun foncé ou gris mais parfois plus pâle sur le dessous. Le requin-lézard diffère de son cousin de l'Afrique australe, C. africana, par son nombre de vertèbres plus important (160 à 171 pour C. anguineus contre 147 pour C. africana) et plus de spires dans l'intestin (respectivement 35 à 49 et 26 à 28), ainsi que dans diverses mesures proportionnelles telles qu'une tête plus longue et de plus courtes fentes branchiales,.

## Biologie et écologie
Hautement spécialisé pour la vie dans les abysses, le requin-lézard a un squelette mal calcifié et un énorme foie avec une faible densité de lipides, ce qui lui permet de se maintenir dans la colonne d'eau avec peu d'effort. Il s'agit d'un des rares requins avec une ligne latérale « ouverte », dans laquelle les cellules ciliées mécano-réceptives sont positionnées dans des rainures directement exposées à l'eau de mer environnante. Cette caractéristique est considérée basale chez les requins et peut améliorer sa sensibilité aux mouvements infimes de ses proies,. Beaucoup de requins-lézards sont trouvés sans l'extrémité de leur nageoire caudale, sans doute à cause des attaques prédatrices d'autres espèces de requins. Les parasites connus du requin-lézard comprennent un ténia du genre Monorygma, la douve Otodistomum veliporum et le nématode Mooleptus rabuka,.

### Alimentation

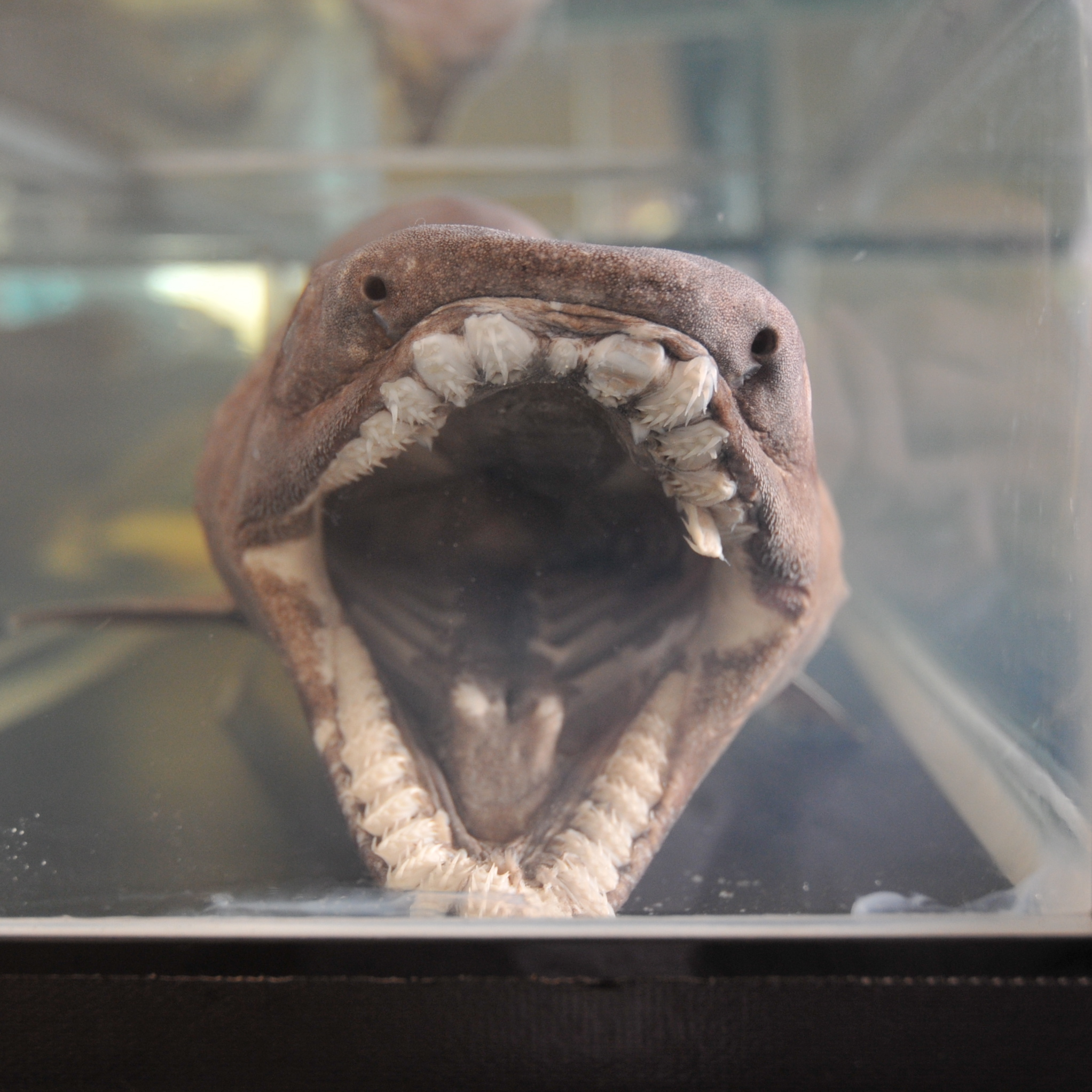
Les nombreuses dents pointues sont adaptées pour accrocher le corps mou des calmars.

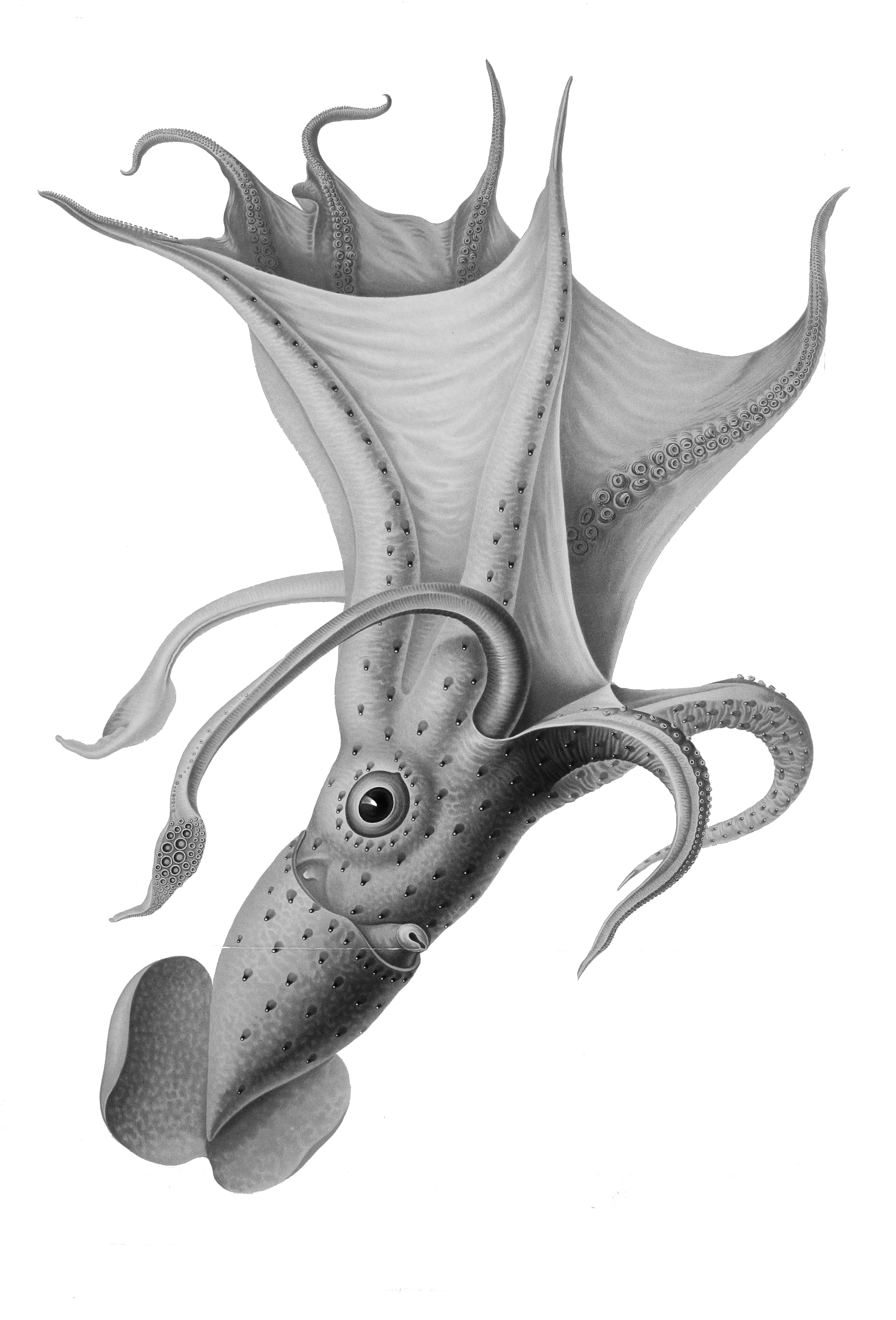
Le requin-lézard se nourrit principalement de calmars, comme ce calmar à ombrelle.

Les longues mâchoires du requin-lézard sont très extensibles, permettant une très large ouverture de la bouche, afin d'avaler des proies entières mesurant plus de la moitié de sa taille. Toutefois, la longueur et l'articulation de ses mâchoires ne lui permettent pas de mordre aussi fort que les requins plus classiquement constitués. Le contenu de l'estomac de la plupart des individus capturés est à peine identifiable, ce qui suggère un processus de digestion rapide et/ou de longs intervalles entre les repas. Ses proies favorites sont certains céphalopodes, des limaces de mer, des poissons osseux et de petits requins. Un individu de 1,6 m de long, pêché au large de Chōshi, avait avalé une holbiche japonaise de 590 g. Les calmars constituent environ 60 % du régime alimentaire des requins-lézards vivant dans la baie de Suruga. On compte aussi bien des calmars lents vivant en profondeur tels que les Chiroteuthis et les Histioteuthis, mais aussi des calmars rapides vivant près de la surface, comme les Onychoteuthis, les Sthenoteuthis et Todarodes.
Sa nage n'est pas très habile et véloce, et les scientifiques doutent de ses capacités à capturer les calmars rapides. Ils supposent qu'il capture plutôt des calmars blessés ou bien ceux épuisés et qui meurent après le frai. Alternativement, il peut surprendre sa proie en courbant son corps et en positionnant ses nageoires arrières, en se jetant brusquement sur sa proie à la manière d'un serpent. Il peut également fermer ses fentes branchiales et créer une pression négative pour aspirer la proie dans sa bouche. Les nombreuses petites dents acérées et recourbées du requin-lézard sont fonctionnellement adaptées aux gabarits des calmars et peuvent facilement accrocher le corps ou les tentacules d'un calmar, d'autant plus qu'elles sont tournées vers l'extérieur lorsque les mâchoires sont saillantes. Les observations de requins-lézards vivants montrent qu'ils nagent toujours avec la bouche ouverte ; les scientifiques suggèrent que les reflets de la lumière sur ses dents, contrastant avec sa bouche sombre, permettent d'attirer les calmars et les conduisent à se faire prendre d'eux-mêmes.

### Reproduction
Le requin-lézard est ovovivipare, les embryons en développement se nourrissent principalement par leur vitellus, bien que la différence de poids entre l'œuf et le nouveau-né indique que la mère fournit également la nutrition supplémentaire par des moyens inconnus. Les femelles adultes ont deux ovaires fonctionnels et un utérus fonctionnel, sur la droite. Il n'y a pas de saison de reproduction définie pour les deux sexes, ce qui n'est pas surprenant étant donné que ce requin vit dans les profondeurs où il n'y a peu ou pas d'influence saisonnière. Un rassemblement pour l'accouplement de 15 mâles et 19 femelles a été enregistré sur un mont sous-marin de la dorsale médio-atlantique. La gamme de taille des portées va de 2 à 15 alevins, avec une moyenne de 6 ovulations dans l'utérus environ une fois toutes les deux semaines. La vitellogenèse (formation du vitellus) et la croissance d'ovules nouveaux dans l'ovaire s'arrêtent pendant la gestation, apparemment en raison de l'espace insuffisant à l'intérieur de la cavité utérine.
Les ovules nouvellement ovulés et les embryons de stade précoce sont enfermés dans une mince capsule ellipsoïde de couleur or-brun. Quand l'embryon atteint 3 cm de long, la tête est pointue, vue de dessus ou de dessous, les mâchoires sont peu développées, les branchies externes commencent à apparaître, et toutes les nageoires sont présentes. La capsule est relâchée lorsque l'embryon mesure 6 à 8 cm de long et est expulsée du corps de la femelle. À ce moment, les branchies externes de l'embryon sont pleinement développées,. Le sac vitellin reste la plupart du temps jusqu'à ce que l'embryon atteigne 40 cm de long, après quoi il commence à se rétrécir ou à disparaître complètement aux alentours des 50 cm du jeune. Le taux de croissance embryonnaire moyen est de 1,4 cm par mois, et par conséquent la période de gestation peut durer trois ans et demi (42 mois), soit beaucoup plus longtemps que pour n'importe quel autre vertébré,. Cela s'explique par les conditions extrêmes de son milieu naturel : le froid intense ralentit ses processus métaboliques, dont la reproduction. Le nouveau-né mesure 40 à 60 cm de longueur ; les mâles atteignent la maturité sexuelle quand ils mesurent 1,0 à 1,2 m de long, et les femelles 1,3 à 1,5 m de long.

## Distribution et habitat

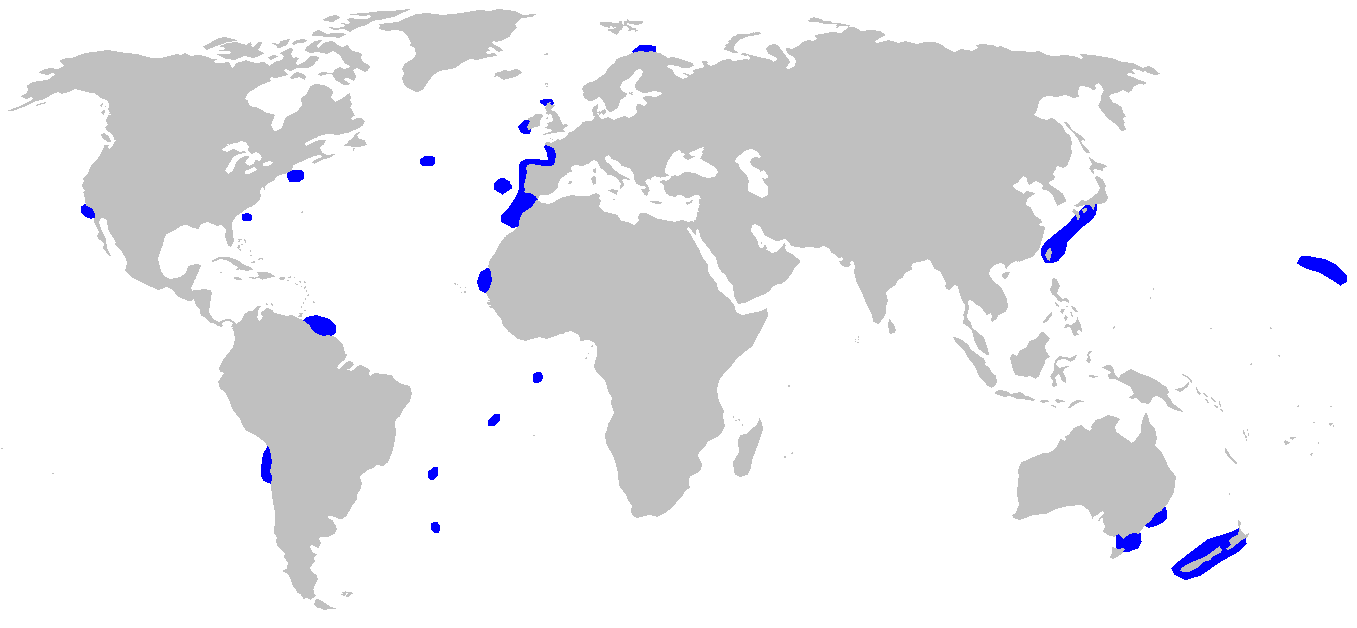
Répartition du requin-lézard.

Le requin-lézard a une aire de répartition très large, mais discontinue. On le trouve sporadiquement dans les océans Atlantique et Pacifique. Dans l'Atlantique Est, il vit au large du nord de la Norvège, au nord de l'Écosse et l'ouest de l'Irlande, de la France au Maroc, y compris au large de Madère et de la Mauritanie. Dans l'Atlantique central, il a été pêché à plusieurs endroits le long de la dorsale médio-atlantique, du nord des Açores au Rio Grande jusqu'au large du sud du Brésil, ainsi que sur la chaîne de Vavilov, au large de l'Afrique de l'Ouest. Dans l'Atlantique Ouest, il a été observé au large de la Nouvelle-Angleterre, de la Géorgie et du Suriname,,. Dans le Pacifique occidental, il est connu du sud-est de Honshu, au Japon, à Taiwan, au large de la Nouvelle-Galles du Sud et Tasmanie, en Australie et autour de la Nouvelle-Zélande. Dans le Pacifique central et oriental, il a été observé au large d'Hawaï, de la Californie et au nord du Chili,. Les requins-lézards du large de l'Afrique australe ont été identifiés comme une espèce différente, C. africana, en 2009.
Le requin-lézard habite la zone externe du plateau continental supérieur et au milieu du talus continental, semblant favoriser les remontées et les autres zones biologiquement productives. Bien qu'il ait été capturé à une profondeur de 1 570 m, il ne vit généralement pas à plus de 1 000 m,. Dans la baie de Suruga, il est plus fréquemment aperçu à une profondeur de 50 à 200 m, à l'exception d'août à novembre quand la température à 100 m dépasse 15 °C et que les requins descendent dans les eaux plus profondes,. En de rares occasions, cette espèce a été vue à la surface. Le requin-lézard se trouve généralement près du fond,. Cependant, son régime alimentaire suggère qu'il fait des incursions importantes vers la surface. Cette espèce peut faire des migrations verticales, approchant de la surface la nuit pour se nourrir. Il y a une ségrégation spatiale selon la taille et les conditions de reproduction,.

## Étymologie et dénomination

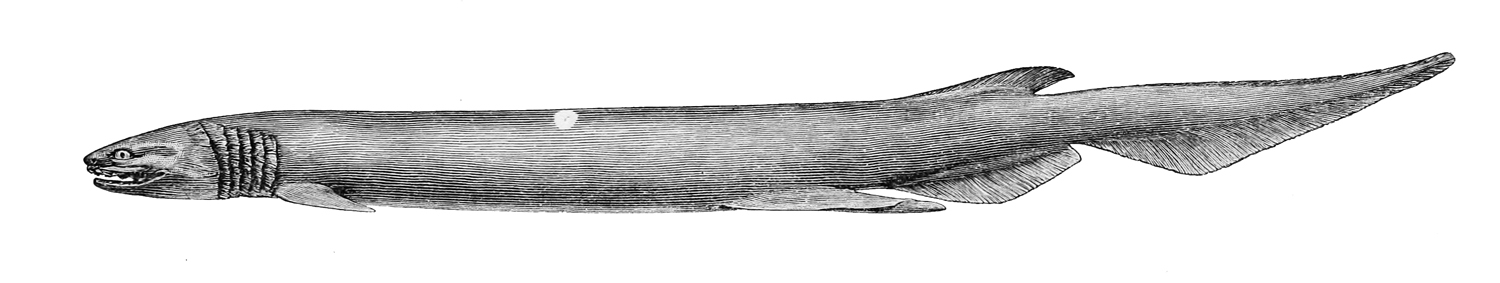
Gravure d'un requin-lézard (1908).

Ses différents noms communs viennent de ses caractéristiques physiques. Son nom scientifique Chlamydoselachus anguineus vient du grec chlamydia signifiant « jabot » et selachus signifiant « requin » et du latin anguineus signifiant « serpent ». L'appellation « requin-lézard » vient de son apparence générale analogue à celle d'un lézard, notamment la forme de sa tête et son corps effilé. Les appellations « requin frangé », « requin à tunique », « requin festonné » et « requin à collerettes » sont issues du nom scientifique faisant référence à l'aspect frangé de ses fentes branchiales, composées de six paires, les deux de la première paire se rejoignent au milieu de la gorge formant un collier,.

## Taxinomie et phylogénie

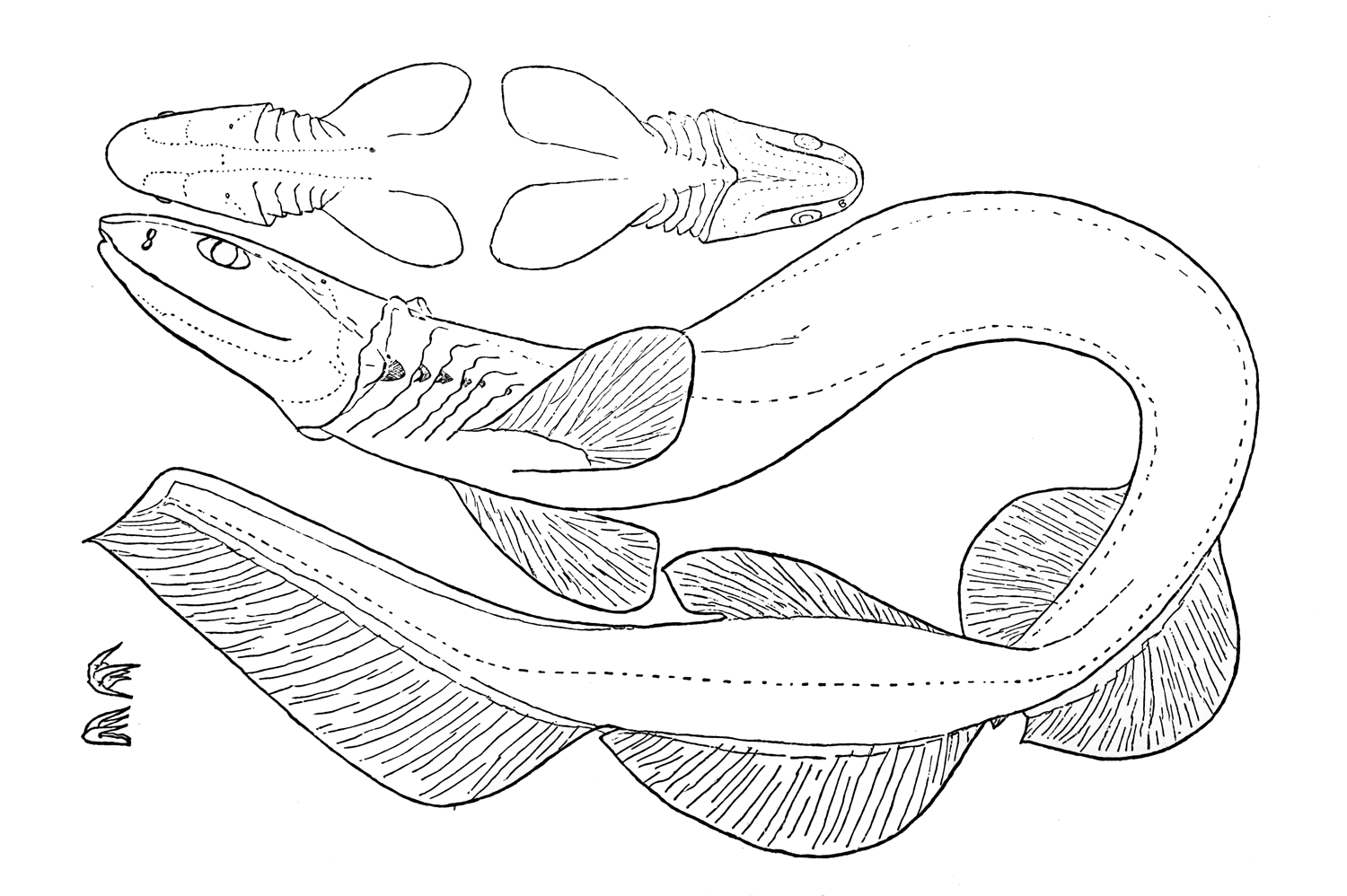
Illustration de Garman accompagnant sa description en 1884.

Le requin-lézard a d'abord été décrit scientifiquement par l'ichtyologiste allemand Ludwig Döderlein, qui a visité le Japon entre 1879 et 1881 et a rapporté deux spécimens à Vienne. Cependant, son manuscrit décrivant l'espèce a été perdu, et la première description du requin est devenue celle rédigée par le zoologiste américain Samuel Garman, travaillant à partir d'une femelle de 1,5 m de long pêchée dans la baie de Sagami au Japon. Garman a placé la nouvelle espèce dans un genre et une famille tous deux monotypiques,.
- Selachimorpha
  - Hexanchiformes
    - Hexanchidae
    - Chlamydoselachidae

  - Autres Selachimorpha

Plusieurs auteurs pensaient qu'il s'agissait d'un représentant vivant des ancêtres des élasmobranches (requins, raies et leurs ancêtres), en raison de ses nombreux caractères primitifs, notamment ses nombreuses petites dents tricuspides, son articulation de la mâchoire supérieure directement rattachée à la boîte crânienne derrière les yeux et sa colonne vertébrale avec des vertèbres indistinctes. Garman a proposé de le rapprocher des cladodontes, un regroupement taxinomique désormais obsolète contenant des espèces qui ont prospéré pendant l'ère paléozoïque, comme les cladoselachiformes de la période du Dévonien (416-359 Ma). Ses contemporains Theodore Gill et Edward Drinker Cope ont suggéré qu'il était plutôt lié aux hybodontiformes, qui étaient les requins dominants pendant l'ère Mésozoïque. Cope est allé jusqu'à rattacher cette espèce au genre fossile Xenacanthus,.
Des études plus récentes ont montré que les similarités entre le requin-lézard et les groupes éteints ont été exagérées ou mal interprétées. Elles concluent que ce requin présente un certain nombre de traits squelettiques et musculaires qui le placent plutôt parmi les néosélaciens (raies et requins modernes) et plus spécifiquement avec les hexanchidés dans l'ordre des Hexanchiformes (le systématicien Shigeru Shirai a proposé qu'il soit placé dans son propre ordre, des Chlamydoselachiformes),. Néanmoins, le requin-lézard appartient à l'une des plus anciennes lignées de requins encore existantes, remontant au moins au Crétacé supérieur (95 Ma) et éventuellement à la fin du Jurassique (150 Ma).

## Le requin-lézard et l'Homme

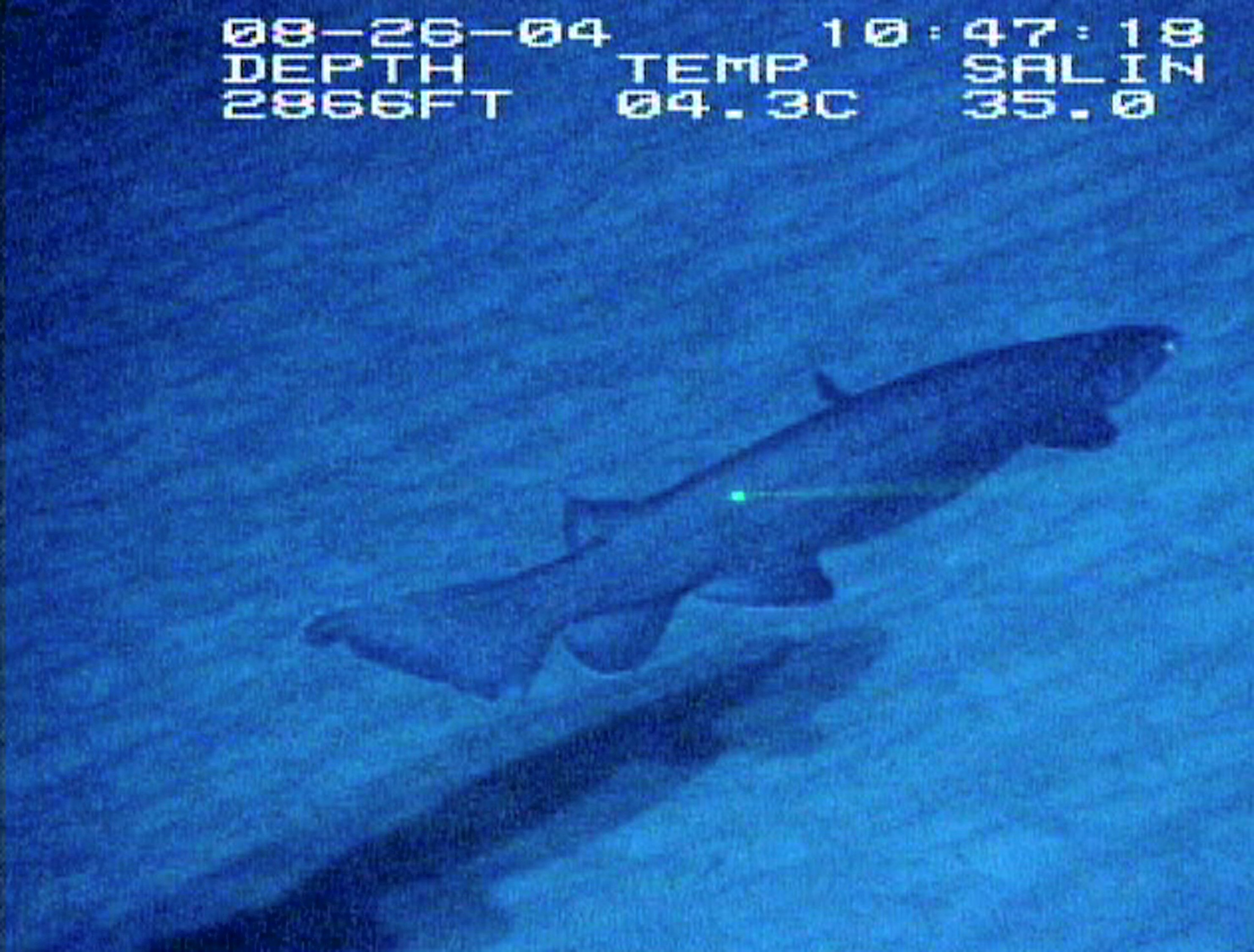
La première photographie d'un requin-lézard dans son habitat naturel, prise à l'est de la Géorgie, sur le plateau de Blake (États-Unis).

Le requin-lézard n'est pas rare, mais il est difficile à observer étant donné son habitat benthique. Ainsi, peu de requins-lézards vivants ont été observés, et il ne constitue donc pas un danger pour l'homme. Il inflige toutefois des dégâts aux câbles sous-marins de l'Atlantique en les mordillant. Le 27 août 2004, la première observation de cette espèce dans son habitat naturel a été faite par le ROV Johnson Sea Link II, sur le plateau de Blake au large du sud-est des États-Unis. Le 21 janvier 2007, le personnel du parc marin d'Awashima à Shizuoka, au sud de Tokyo, a été alerté par des pêcheurs et a pu filmer un spécimen vivant identifié comme une femelle de 1,6 m nageant près de la surface. Probablement malade, l'animal devait être souffrant et désorienté. Il a été porté à Shizuoka, où il est mort après quelques heures.
Garman, ainsi que de nombreux auteurs, suggèrent que le requin-lézard est sans doute à l'origine des rapports de serpents de mer. Néanmoins, vu la taille modeste du requin, certains cryptozoologistes supposent qu'il existe une espèce géante, d'autant plus que l'on connaît des fossiles de Chlamydoselachus géants,.
Un petit nombre de requins-lézards est capturé accidentellement par diverses pêcheries commerciales en eaux profondes à travers le monde, avec des chaluts, des filets maillants, des palangres, etc. En particulier, il est régulièrement pêché dans la baie de Suruga dans les filets maillants de fond destinés aux dorades et aux scombropidés, et dans les chaluts pélagiques destinés aux crevettes Sergia lucens. Les pêcheurs japonais le considèrent comme une nuisance, car il endommage les filets. Ce requin est parfois vendu pour sa chair ou transformé en farine de poisson, mais il n'est pas économiquement intéressant. En raison de son taux de reproduction très faible et de l'expansion continue de la pêche commerciale dans son habitat, l'Union internationale pour la conservation de la nature (UICN) le considère comme espèce quasi menacée.